# Murowana Goślina
Murowana Goślina este un oraș și comuna rurbană în județul Poznań, voivodatul Polonia Mare, Polonia. Are o populație de 9 945 locuitorii și suprăfață de 7,18 km².